# Scilla Elworthy
Scilla Elworthy (* 3. Juni 1943 in Galashiels, Schottland) ist die Gründerin der Oxford Research Group.
Sie war von 1982 bis 2003 Geschäftsführerin dieser Nichtregierungsorganisation, die sich für einen Dialog zwischen Politikern von Atommächten und ihren Kritikern einsetzt. Sie ist Mitglied des World Future Council und der International Task Force on Preventive Diplomacy. Sie ist außerdem Autorin mehrerer Bücher und Mitorganisatorin des World Peace Festival, das im August 2011 in Berlin stattfand.
Scilla Elworthy wurde dreimal für den Friedensnobelpreis nominiert; 2003 erhielt sie für ihre Arbeit mit der Oxford Research Group den Niwano-Friedenspreis.

## Leben
Nach einem Stipendium für die Berkhamsted School for Girls studierte sie ab 1962 Sozialwissenschaften am Trinity College, Dublin. Während der Semesterferien arbeitete sie in Flüchtlingslagern in Frankreich und Algier. Nach ihrem Abschluss reiste sie durch West- und Südafrika und betrieb zwischen 1966 und 1969 Marketing für verschiedene Boutiquen, u. a. für Mary Quant. 1970 heiratete sie den südafrikanischen Unternehmer Murray McLean, mit dem sie eine Tochter hat. 1993 erhielt sie ihren Ph.D. in Politikwissenschaften von der University of Bradford.

## Organisationen und Gründungen
1970–76 war sie Vorsitzende von KUPUGANI, einer südafrikanischen Organisation für Ernährungserziehung. 1976 half sie, den Bau und die Eröffnung des ersten multi-ethnischen Theaters Südafrikas, des Market Theatre in Johannesburg zu organisieren. 1977 gründete sie die Minority Rights Group in Frankreich und erstellte 1978 deren Bericht über Beschneidung weiblicher Genitalien, der schließlich zur WHO-Kampagne gegen diese Praktik führte. 1979–81 war sie als Beraterin für Frauenfragen bei der UNESCO tätig und schrieb in dieser Zeit den UNESCO-Beitrag zur UN-Frauenkonferenz 1980: The role of women in peace research, peace education and the improvement of relations between nations („Die Rolle der Frau in der Friedensforschung, Friedenserziehung und der Verbesserung der Beziehungen zwischen Nationen“).
1982 gründete sie die Oxford Research Group (ORG), eine unabhängige Nichtregierungsorganisation, die Entscheidungsprozesse zu Sicherheitsfragen in den fünf größten Nuklearmächten erforscht und Politikentscheider, Akademiker, Militärs und Vertreter der Zivilgesellschaft zum Dialog zusammenbringt. Elworthy wurde aufgrund ihrer Arbeit mit der ORG dreimal für den Friedensnobelpreis nominiert und erhielt 2003 den Niwano-Friedenspreis. Sie war bis 2003 Geschäftsführerin der ORG und ist nach wie vor Kuratoriumsmitglied.
2003 trat Elworthy als Geschäftsführerin der ORG zurück um die neue Wohltätigkeitsorganisationen Peace Direct zu gründen, die Friedensstifter auf lokaler Ebene in Konfliktgebieten unterstützt. Peace Direct wurde 2005 bei den London Charity Awards als „Beste neue Wohltätigkeitsorganisation“ ausgezeichnet, und, nachdem sie sich aus der Tagesarbeit zurückgezogen hat, ist Elworthy immer noch Kuratoriumsmitglied.
2002 brachte sie eine Produktion mit dem Titel Transforming September 11th (in etwa: „Den 11. September umwandeln“) am Royal Opera House in London heraus. 2004 lieferte sie das Material für die Produktion von Talking to Terrorists („Mit Terroristen reden“) am Royal Court Theatre, und 2007 diente ihre Fallstudie über die Belagerung von Falludscha im Irak als Grundlage für die gleichnamige Produktion der Old Truman Brewery in London.

## The Elders
Nach intensiver Vortragstätigkeit in der ganzen Welt und vieler Radio- und Fernsehauftritte während der vergangenen 20 Jahre ist ihre Arbeit in letzter Zeit weniger öffentlichkeitswirksam, seitdem sie Richard Branson, Desmond Tutu und Peter Gabriel bei der Gründung von The Elders berät, „einer unabhängigen Gruppe bedeutender globaler Führungspersönlichkeiten, zusammengebracht von Nelson Mandela, die ihren gemeinsamen Einfluss und ihre Erfahrung anbieten, um den Friedensaufbau zu unterstützen, bei der Thematisierung der Hauptursachen von menschlichem Leiden zu helfen, und die gemeinsamen Interessen der Menschheit voranzutreiben.“

## Aktuell
Elworthy lebt zurzeit in England und ist Beraterin für den Weltzukunftsrat, eine unabhängige internationale Organisation, die 2004 gegründet wurde und die wesentlichen Herausforderungen der heutigen Weltgesellschaft in den Mittelpunkt stellt. Sie ist Mitorganisatorin des World Peace Festival, das im August 2011 in Berlin stattfand.
Außerdem arbeitet sie an einem Kurs für Bewusstseinsbildung und Konflikttransformation, der sich an Berufstätige im mittleren Management richtet und an der Saïd Business School der Oxford University stattfinden soll.

## Veröffentlichungen
Elworthy ist Autorin, Ko-Autorin und Herausgeberin zahlreicher Berichte, Artikel und Bücher. Auf Deutsch sind von ihr erschienen:
- Power & Sex. Das weibliche Prinzip und die Kraft zur Veränderung. Ariston-Verlag, Kreuzlingen/München 1997, ISBN 3-7205-1973-2; Taschenbuchausgabe: Das weibliche Prinzip. Die Kraft zur Veränderung. Droemer Knaur, München 1999, ISBN 3-426-77406-2
- Mit sanfter Macht. Vom inneren Frieden zum Weltfrieden. Hugendubel, Kreuzlingen/München 1999, ISBN 3-7205-2085-4
- Tools For Peace (in Vorbereitung)